# おとぼけビ〜バ〜
おとぼけビ〜バ〜（Otoboke Beaver）は、日本の女性4人組ロックバンド。2009年に京都府で結成。立命館大学の音楽サークル「ロックコミューン」出身。2016年にイギリスのインディレーベル「Damnably」に所属して以降、積極的に海外でも活動。「セックス・しば漬け・ロックンロール」をモットーとしている。

## メンバー
- あっこりんりん

ボーカル、ギター担当。京都府出身。オリジナルメンバー。
全ての曲の作詞作曲を担当。
- よよよしえ

ギター、コーラス担当。大阪府出身。オリジナルメンバー。
グッズやジャケットのアートワークも手がける。
- ひろちゃん

ベース、コーラス担当。大阪府出身。2013年より加入。
- かほキッス

ドラム、コーラス担当。滋賀県出身。2018年より加入。
オリジナルメンバーの後輩。

### 旧メンバー
- ぽっぷ

ドラム、コーラス担当。広島県出身。2009年-2018年6月16日まで在籍。オリジナルメンバー。
- 西川ち

ベース、コーラス担当。大阪府出身。2009年 - 2013年7月28日まで在籍。オリジナルメンバー。
よよよしえとは小学校と高校も一緒。
- あっこりんりん
- よよよしえ
- ひろちゃん
- かほキッス

## 来歴

### 結成 - ひろちゃん加入
2009年の夏、くるりなどを輩出した立命館大学の音楽サークル「ロックコミューン」内で同級生で同い年だった4人の女子、あっこりんりん・よよよしえ・西川ち・ぽっぷで結成。
バンド名の由来は、大阪の高速道路阪奈降り口にあったラブホテル「おとぼけビーバー」より(この店舗はのちに閉店)。サークル内で音楽性がうまく馴染めないと感じた4人は2010年秋に学外のライブハウスで活動を開始。
2011年6月に自主制作デモEP『あなたの愛で満室中』を作成し、物販で販売。12月に初の全国流通盤『今夜限りなんて絶対ほんとに言わせないっ！』を十代暴動社より発売。
2012年9月、エジプトレコーズより初のライブ盤『PRESENT PROGRESSIVE FORM #002』を発売。10月に初の海外遠征として台湾で透明雑誌等と対バン。12月にはNHK-FMライブビートに出演。
2013年1月にレコードレーベル「JET SET」の限定盤シングル『おとぼけビ〜バ〜大事件簿』を発売。3月に2枚目のミニアルバム『目撃!ラブミ〜・サイン』を発売。7月28日、京都で行われた初のワンマンライブを以て西川ちが脱退。秋頃に元々おとぼけビ〜バ〜のファンであったひろちゃんが加入。準備期間を経て2014年10月に復活ライブを行う。2015年4月、初めてレコード・ストア・デイに参加し、50枚限定の7インチシングル『あきまへんか』を発売。

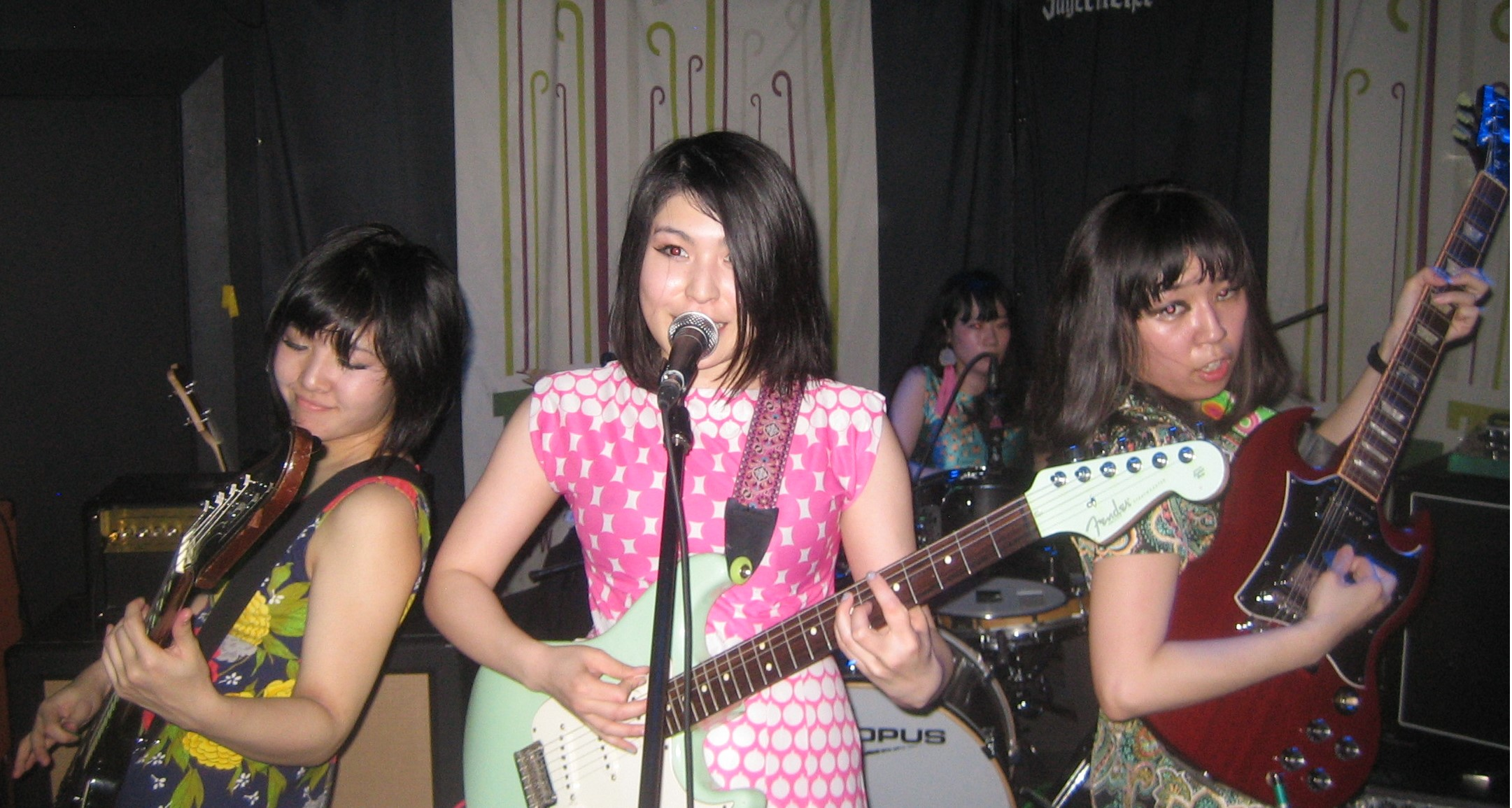
イギリス・ノッティンガムでのライブ(2016年)

### Damnablyとの契約 - コーチェラ出演
2016年3月、イギリスのインディレーベル「Damnably」と契約し、2010年から2015年までの楽曲のコンピレーション・アルバム『Okoshiyasu!! Otoboke Beaver』を発売。京都のライブハウス磔磔でワンマンライブを行う。4月にはシングル『愛の暴露本〜bakuro book〜』を発売。5月には初のイギリスツアーを行い、その内の数日は少年ナイフとツアーを回る。
2017年3月に『SXSW2017』に出演。そのドキュメンタリーがNHK BS1スペシャルにて放送される。4月にはレコードストアデイに再び参加し、7インチレコードとシングルCDで『ラブ・イズ・ショート』を発売。イギリスのレコードショップRough Tradeでもレコードが取扱われ、即日完売。同年5月、再びイギリスでツアーを行い、日本全国でもリリースツアーを行う。7月末、FUJI ROCK FESTIVAL 2017のRookie A Go Goステージに出演。8月、浅野直之が手掛けたミュージックビデオ『いけず』がPitchforkより公開。
2018年4月に『Coachella 2018』に出演し、5月にザ・クリブスの京都公演サポートアクトを務める。6月のやついフェスを最後にドラムのぽっぷが脱退し、7月にかほキッスが加入。

### かほキッス加入 -
2019年3月、『SXSW2019』に出演。同年8月9日、「愛の暴露本」が映画『悶絶劇場 あえぎの群れ』（オーピー映画）の主題歌となる。9月にコヤブソニック2019に出演。
2020年まで会社員との兼業で活動していたが、バンド活動に専念することに決めて会社員を辞める。ところが、予期せぬコロナ禍によって海外での活動が制限されてしまうことになる。
2023年3月3日、『キャッチ!世界のトップニュース』(NHK BS1)の「@NYC」コーナーにて、インタビューで出演。2024年の5月から7月にかけて、レッド・ホット・チリ・ペッパーズの北米ツアーに参加し、6月にグラストンベリー・フェスティバルに出演。
2025年2月の、グリーンデイ来日ツアーでは、23日ポートメッセなごや公演、25,26日のKアリーナ横浜公演で、オープニングアクトをつとめる。

## 評価
日本国内よりも海外で高く評価されており、デイヴ・グロールやトム・モレロ、ブラック・ミディの元メンバーであるマット・ケルヴィン、ウェット・レッグ、スウェードのベーシストであるマット・オズマンなどの外国の有名ミュージシャンがおとぼけビ〜バ〜をお気に入りとして挙げている。
2017年のイギリスツアーでは、ドン・レッツ、フランツ・フェルディナンドのドラマー(当時)であるポール・トムソン、2019年のSXSWでは、スーパーチャンクのマック・マコーンがおとぼけビ〜バ〜のライブに訪問している。
また、メタリカのラーズ・ウルリッヒが自身のラジオ番組『iT'S ELECTRIC!』で『ラブ・イズ・ショート』を紹介し、2019年9月にニルヴァーナの元ベーシストであるクリス・ノヴォセリックが「ハートに火をつけたならばちゃんと消して帰って」のミュージックビデオのリンクをツイートしている[要出典]。
またBandcampのオススメアーティストにもピックアップ[要出典]、 2017年6月初頭にはPitchforkで楽曲『ラブ・イズ・ショート』がレビューされ、AIM AWARDS 2017 BEST LIVE ACTS 部門にノミネート。
2019年には、アメリカの雑誌『ペースト』にて、アルバム『いてこまヒッツ』が「2019年のベスト・パンク・アルバム20（The 20 Best Punk Albums of 2019）」の11位に選ばれている。

## ディスコグラフィ

### 自主制作
- 『あなたの愛で満室中』(2011年6月発売・300枚限定)

収録曲
1. ぶりっこ撲滅
2. ちゅっちゅソング
3. すきすきダーリン

### インディーズ

#### オリジナルアルバム
|     | タイトル                                   | 収録曲 | 発売日         | 規格品番     |
| --- | ------------------------------------------ | --- | -------------- | ------------ |
| 1st | 今夜限りなんて絶対ほんとに言わせないっ！！ | 1. おとぼけビ〜バ〜のテ〜マ 2. お兄さんあのね 3. ウルトラミラクルス〜パ〜サイヤサイケフェスティバル 4. ビ〜バ〜につれてって 5. ふたりのひみつ | 2011年12月01日 | RIOT-110     |
| 2nd | 目撃！ラブミ〜・サイン                     | 1. さわらんといて 2. おとぼけビ〜バ〜大事件簿 3. あなたがフォーリン・ラブしたのはわたしがきらいな女の子 4. 愛されルーレット 5. ぶりっこ撲滅 6. 悶々葛藤最前線~恋は命がけ~ 7. パワフルブス 8. すきすきダーリン | 2013年3月13日  | RIOT-113     |
| 3rd | おこしやす!! おとぼけビ〜バ〜              | 1. あきまへんか 2. あなたがフォーリン・ラブしたのはわたしがきらいな女の子 3. さわらんといて 4. おとぼけビ〜バ〜大事件簿 5. ウルトラミラクルス〜パ〜サイヤサイケフェスティバル 6. パワフルブス 7. ビ〜バ〜につれてって 8. お兄さんあのね 9. おとぼけビ〜バ〜のテ〜マ 10. 愛されルーレット 11. ぶりっこ撲滅 12. 悶々葛藤最前線 〜恋は命がけ〜 13. すきすきダーリン | 2016年3月11日  | DAMNABLY039  |
| 4th | いてこまヒッツ                             | 1. 脱・日陰の女 2. あきまへんか 3. シルブプレ 4. 愛の暴露本 5. いまさらわたしに話ってなんえ 6. 親族に紹介して 7. ラブ・イズ・ショート 8. 大殺界 9. ハートに火をつけたならばちゃんと消して帰って 10. 週6はきつい 11. 暴飲暴食過食症 12. もうその話なんべんもきいた 13. あなたわたし抱いたあとよめのめし 14. いけず | 2019年4月26日  | DAMNABLY080  |
| 5th | スーパーチャンポン                         | 1. アイドンビリーブマイ母性 2. ヤキトリ 3. サラダ取り分けませんことよ 4. パードゥン？ 5. 穴兄弟で鍋パーティー 6. リーブミーアローンやっぱさっきのなしでステイウィズミ 7. 携帯みてしまいました 8. あなたとの恋、歌にしてJASRAC 9. 呼ばんといて喪女 10. あらあんたえらいええ時計してそれどこで買いはったん 11. ジョージ&ジャニス 12. 一級品の間男 13. ヤリチン武勇伝ちゃう口を慎め 14. 孤独死こわい 15. ジジイ is waiting for my reaction 16. DM送ってやろうか 17. DM送ってやろうか Part2 18. レッツショッピングアフターショー | 2022年5月6日   | DAMNABLY150J |

#### EP
| タイトル                  | 発売日        | 収録曲 | 品番・備考 |
| ------------------------- | ------------- | --- | --- |
| おとぼけビ〜バ〜大事件簿  | 2013年1月13日 | 1. おとぼけビ～バ～大事件簿 2. あなたがフォーリン・ラブしたのはわたしが嫌いな女の子 (@台北PIPE 2012/11/10) 3. パワフルブス(@木屋町Urbanguild)         | JETSETより100枚限定で発売                                                                                         |
| 愛の暴露本〜bakuro book〜 | 2016年4月6日  | 1. 愛の暴露本〜bakuro book〜 2. いまさらわたしに話ってなんえ (What do you mean you have talk to me at this late date?) 3. シルブプレ(S'il Vous Plaît) | RIOT-120 デジタル盤はDamnablyより配信                                                                             |
| ラブ・イズ・ショート      | 2017年4月22日 | 1. ラブ・イズ・ショート(Love Is Short) 2. 親族に紹介して(Introduce me to your family) 3. いけず(Mean)                                                 | Damnably050 全英シングルチャートシングルCD売上ランキング 67位(2017/05/12付) 81位(2017/05/26付) 90位(2017/06/02付) |

#### ライブアルバム
| タイトル                                       | 発売日       | 品番・備考                                       |
| ---------------------------------------------- | ------------ | ------------------------------------------------ |
| PRESENT PROGRESSIVE FORM #002 おとぼけビ〜バ〜 | 2012年9月4日 | エジプトレコード、およびライブ物販でのみ購入可能 |

#### アナログレコード
| タイトル             | 発売日        | 仕様                                                                          |
| -------------------- | ------------- | ----------------------------------------------------------------------------- |
| あきまへんか         | 2015年4月25日 | RECORD STORE DAY 2015 50枚限定 7インチレコード(クリアヴァイナル)              |
| ラブ・イズ・ショート | 2017年4月22日 | RECORD STORE DAY 2017 全世界500枚限定 7インチレコード(クリアレッドヴァイナル) |